# Албена Шкодрова
Албена Владимирова Шкодрова е съвременен български журналист, писател и историк.

## Биография
Албена Шкодрова е родена през 1971 година в София в семейството на астронома Владимир Шкодров. Завършва българска и славянски филологии и международни отношения в Софийския университет „Св. Климент Охридски“, специализира е политика и икономика на Европейския съюз в Лондонското училище по икономика и има докторска титла по история от Брюкселския свободен университет и Льовенския католически университет. Омъжена е за белгийския документалист Лоде Десмет и от 2009 г. живее в Белгия.
Тя е директор за България на IWPR – Лондон и Балканската мрежа за разследващи репортажи. Работи като редактор на списанията „Bulgaria Air`s Inflight Magazine“ и „HighFlights“, a между 2008 и 2015 г. е главен редактор на списание „Бакхус“.
Автор е на художествена литература (участва е с разкази в списание „Гранта“ и в проект „Смърт“ на издателство „Сиела“), съавтор е на „The Hidden Treasures of Bulgaria“ и на документалната книга „Соц гурме“ („Жанет 45“), която става една от десетте най-продавани книги на 2014 – 2015 г. Публикува текстове за историята на българската храна в „Appetite“, „Gastronomica“, „Food, Culture & Society“. През 2021 британското издателство Bloomsbury издава нейната книга "Бунтовните готвачи и записването на рецепти в комунистическа България", която изследва историята и значенията на домашните готварски тефтери от онова време. Също през 2021 годан издателството на Централноевропейския университет CEU Press издава преработена версия на "Соц гурме" на английски език.
Между 2020 и 2024 година Албена Шкодрова работи в германския Институт за социални движения в Бохум, където изследва социалната история на новите градове в Европа след Втората световна война. В публикация, произтекла от този проект, тя сравнява социалната мобилност на жените в България и Великобритания през 50-те години на XX век.
Към 2024 година Албена Шкодрова е координатор на Форума за Централна и Източна Европа на Католическия университет в Льовен.